# Athelia rolfsii
Athelia rolfsii är en svampart som först beskrevs av Curzi, och fick sitt nu gällande namn av C.C. Tu & Kimbr. 1978. Athelia rolfsii ingår i släktet Athelia och familjen Atheliaceae.   Inga underarter finns listade i Catalogue of Life.